# Луций Папирий Претекстат
Вижте пояснителната страница за други личности с името Луций Папирий Курсор.
Луций Папирий Претекстат или Луций Папирий Курсор (на латински: Lucius Papirius Praetextatus; Lucius Papirius Cursor) e политик на Римската република.

## Биография
Произлиза от патрицианската фамилия Папирии, клон Претекстат или Курсор. Син е на генерала, многократния консул и диктатор Луций Папирий Курсор (консул 326, 320, 319, 315 и 313 пр.н.е., два пъти диктатор 325/324 и 309 пр.н.е.). Брат е на Луций Папирий Курсор (консул 293 и 272 пр.н.е.).
През 272 пр.н.е. той е цензор заедно с Маний Курий Дентат (от плебейска фамилия). Те дават нареждане да се строи акведукта Анио Ветус (Anio Vetus) от Аниене за Рим, финансиран от плячката от Пировата война. Консули тази година са брат му Луций Папирий Курсор и Спурий Карвилий Максим.
Фронтин му дава когномен Курсор, но в списъка на цензорите е с името Претекстат.